# Forma tancada
Es diu que una equació és una solució en forma tancada si resol un problema donat en termes de funcions i operacions matemàtiques triades d'un conjunt limitat i generalment acceptat. La qualificació d'una forma tancada és una cosa arbitrària, ja que depèn en gran manera del conjunt d'operacions i funcions predefinit. Per exemple, una sèrie (el sumatori de tots els termes d'una successió infinita) no se sol considerar forma tancada, a menys que s'inclogui en el conjunt d'operadors un operador de sumatòria d'infinits termes d'una sèrie.
Hom diu que un problema és tractable si es pot resoldre en termes d'una expressió en forma tancada.

## Exemple: arrels de polinomis
Les solucions de qualsevol equació quadràtica a coeficients complexos es pot expressar de forma tancada en termes d'addicions, subtraccions, multiplicacions, divisions i extracció d'arrels quadrades, on cadascuna d'aquestes operacions es considera una funció elemental. Per exemple, l'equació quadràtica:
{\displaystyle ax^{2}+bx+c=0,\,}
és tractable, perquè les seves solucions es poden expressar en forma tancada, és a dir, en termes de funcions elementals:
{\displaystyle x={-b\pm {\sqrt {b^{2}-4ac}} \over 2a}}.
De manera semblant, les solucions d'equacions cúbiques i quàrtiques (de tercer i quart grau, respectivament) es poden expressar amb operacions aritmètiques, arrels quadrades i arrels cúbiques, o també es poden expressar en termes d'operacions aritmètiques i funcions trigonomètriques. Però existeixen equacions quíntiques sense solucions expressables en forma tancada emprant funcions elementals, com per exemple x⁵ − x + 1 = 0.
L'àrea d'estudi de les matemàtiques coneguda com a teoria de Galois tracta del fet que no existeixen expressions en forma tancada per a certs contextos, basada en l'exemple central de solucions en forma tancada per a polinomis.

## Definicions alternatives
Si es canvia la definició de "ben coneguda" per tal d'incloure funciona addicionals, es canvia el conjunt d'equacions que admeten una solució en forma tancada. Moltes funcions de distribució no es poden expressar en forma tancada, llevat que es considerin com a ben conegudes algunes funcions especials com la funció error o la funció gamma. És possible resoldre l'equació quíntica si s'hi inclouen funcions hipergeomètriques generals, encara que la solució és massa complicada per ser útil. Per a moltes aplicacions pràctiques en computació, és força raonable assumir que la funció gamma i altres funcions especials són ben conegudes, ja que disposen d'implementacions numèriques.

## Expressió analítica
Una expressió analítica (o expressió en forma analítica) és una expressió matemàtica construïda emprant operacions ben conegudes que permeten un càlcul ràpid. De la mateixa manera que les expressions en forma tancada, el conjunt d'operacions ben conegudes pot variar d'acord amb el context, però sempre inclou les operacions aritmètiques bàsiques (addició, subtracció, multiplicació i divisió), exponenciació a un exponent real (la qual cosa inclou l'extracció d'arrels enèsimes, logaritmes i funcions trigonomètriques.
Tot i això, la classe de les expressions que es consideren analítiques tendeix a ser més ampli que la de les expressions en forma tancada. En particular, s'hi permet l'ús de les funcions especials com les funcions de Bessel i la funció gamma, i de vegades es permet també l'ús de sèries infinites i fraccions contínues. D'altra banda, s'acostuma a excloure la possibilitat d'emprar límits i integrals.
Si una expressió analítica es compon de només les operacions algebraiques (addició, substracció, multiplicació, divisió, i exponenciació a un exponent racional) i constants racionals, hom diu que es tracta d'una expressió algebraica.

## Comparació de diferents classes d'expressions
Les expressions en forma tancada són una subclasse important de les expressions analítiques, que contenen un nombre indeterminat d'aplicacions de funcions ben conegudes. Al contrari que les expressions analítiques en general, les expressions en forma tancada no inclouen les sèries infinites ni les fraccions contínues; tampoc no inclouen les integrals ni els límits. De fet, pel Teorema de Stone–Weierstrass, qualsevol funció contínua es pot expressar com a límit de polinomis, de tal manera que qualsevol classe de funcions que contingui els polinomis i que sigui tancada per límits ha d'incloure necessàriament totes les funciona contínues.
De la mateixa manera, es diu que una equació o sistema d'equacions té una solució en forma tancada si i només si alments una solució es pot expressar en forma tancada; i es diu que té una solució analítica si i només si almenys una solució es pot expressar en forma analítica. Hi ha una diferèncie subtil entre una "funció en forma tancada" i un "nombre en forma tancada" segons Chow 1999. De vegades es diu que una forma tancada o una solució analítica és una solució explícita.

## Tractament d'expressions en forma no tancada

### Transformació en expressions en forma tancada
L'expressió
{\displaystyle f(x)=\sum _{i=0}^{\infty }{x \over 2^{i}}}
no està en forma tancada, perquè el sumatori conté un nombre infinit d'operacions. Tot i això, si se suma una sèrie geomètrica, aquesta expressió es pot deixar en forma tancada:
{\displaystyle f(x)=2x}

### Teoria diferencial de Galois
La integral d'una expressió en forma tancada pot ser que es pugui o no expressar en forma tancada. Aquesta àrea d'estudi es coneix com a Teoria diferencial de Galois, per analogia amb la teoria algebraica de Galois.
El teorems bàsic de la Teoria diferencial de Galois es deu a Joseph Liouville en les dècades del 1830 i 1840, i per això es coneix com a Teorema de Liouville.
Un exemple estàndard d'una funció elemental l'antiderivada de la qual no admet una expressió en forma tancada és:
{\displaystyle e^{-x^{2}}},
l'antiderivada de la qual és (llevat de constants) la funció error:
{\displaystyle \operatorname {erf} (x)={\frac {2}{\sqrt {\pi }}}\int _{0}^{x}e^{-t^{2}}\,\mathrm {d} t.}

### Models matemàtics i simulació per computador
Les equacions o els sistemes massa complexos per admetre una expressió en forma tancada o bé solucions analítiques sovint es poden analitzar mitjançant models matemàtics i simulació per computador.

## Nombre en forma tancada
S'han suggerit tres subcossos dels nombres complexos C per il·lustrar la noció de "nombre en forma tancada"; en ordre ascendent de generalitat, són els nombres EL, els nombres de Liouville i els nombres elementals. Els nombres de Liouville, denotats per L (cal no confondre'ls amb els nombres de Liouville en el sentit d'aproximació racional) formen el subcòs algebraicament tancat més petit de C tancat per exponenciació i logaritmes (formalment, és la intersecció de tots aquests subcossos; és a dir, nombres que es poden expressar mitjançant exponenciacions i logaritmes explícits, però permeten polinomis (arrels de polinomis)) explícits i implícits. Originalment, hom anomenava L els nombres elementals, però aquest terme s'utilitza actualment per a nombres que es defineixen explícitament o implícitament en termes d'operacions algebraiques, exponenciacions i logaritmes. Una definició més restringida, denotada per E i anomenada nombres EL, és el subcòs de C més petit tancat per exponenciació i logaritmes; aquest subcòs no té per què ser algebraicament tancat, i correspon a operacions explícites de tipus algebraic, exponencial i logarítmic. "EL" significa tant "Exponencial-Logarítmic" com una abreviació d'"elemental".
El fet de discernir si un nombre està en forma tancada està relacionat amb el fet de discriminar si un nombre és transcendent. Formalment, els nombres de Liouville i els nombres elementals contenen els nombres algebraics, i també inclouen alguns nombres transcendents, però no tots. Per altra banda, els nombres EL no contenen tots els nombres algebraics, però inclouen alguns nombres transcendents. Els nombres en forma tancada es poden estudir mitjançant la teoria de nombres transcendents, de la qual el Teorema de Gelfond-Schneider n'és un resultat important, i la conjectura de Schanuel n'és un problema sense resoldre.

## Càlculs numèrics
De cara a les computacions numèriques, el fet que una expressió estigui en forma tancada no és, en general, necessari, ja que molts límits i integrals es poden calcular de manera eficient.

## Conversió a partir de formes numèriques
Existeix programari que intenta trobar expressions en forma tancada per a valors numèrics, com RIES, identify de Maple i SymPy, Plouffe's Inverter, i la Inverse Symbolic Calculator.